# 慰安所規則
慰安所規則（いあんじょきそく）は、大日本帝国軍（以下、日本軍という）が国内の法律に基づき、植民地（外地）に慰安所を設置し、運営および利用するために制定した規則である。

## 概要
刑法や娼妓取締規則に基づき、慰安所の設置や運営に関する規則が制定された。設置や運営に関する規則は政監部で制定し、利用規則は部隊ごとに制定された。慰安所は、女性を募集し、契約の上で、主に軍人を相手にする売春婦として雇用した。慰安所の利用態様を「女性の性奴隷化」と評する主張も存在するが、根拠に乏しい主張とされている。

## 背景
1937年7月、日中戦争が勃発し戦線が拡大。1938年以降日本軍はこの慰安所規則に基づき占領地および戦闘地域に設置された慰安所を監督し、利用した。

## 日本の認可売春制度
性病感染防止と公序良俗を目的とした認可売春制度は、日本本土では1900年に、台湾では1906年に、朝鮮では1916年に制定されて、それぞれの地域社会に定着した。認可売春宿は「貸座敷」、認可売春婦は「娼妓」と呼ばれ、両者の申請手続き、認可条件、遵守事項などが規定された。「芸妓」および「酌婦」も娼妓の認可を受けることにより、料理店（ただし、宿泊は不許可）での売春稼業が認められた。表1は、朝鮮半島における1939年および1942年の認可売春稼業主、稼業婦、仲介業者の人数である。1939年末と比較して1942年末には、雇用主は249名および稼業婦は1,191名減少、一方仲介業者は157名増えている。
| 項目     | 1939  | 1939   | 1939   | 1939   | 1942  | 1942   | 1942   | 1942   |
| -------- | ----- | ------ | ------ | ------ | ----- | ------ | ------ | ------ |
| 項目     | 総数  | 内地人 | 朝鮮人 | その他 | 総数  | 内地人 | 朝鮮人 | その他 |
| 料理屋   | 1,833 | 597    | 1,154  | 82     | 1,616 | 515    | 1,007  | 94     |
| 芸妓置屋 | 343   | 214    | 129    | 0      | 289   | 209    | 80     | 0      |
| 貸座敷   | 539   | 235    | 303    | 1      | 4691  | 219    | 250    | 0      |
| 芸妓     | 8,348 | 2,226  | 6,122  | 0      | 6,287 | 1,797  | 4,490  | 0      |
| 娼妓     | 3,712 | 1,845  | 1,866  | 1      | 3,850 | 1,774  | 2,076  | 0      |
| 酌婦     | 1,796 | 351    | 1,145  | 0      | 1,616 | 240    | 1,376  | 0      |
| 仲介業   | 3,577 | 197    | 3,380  | 0      | 3,732 | 194    | 3,537  | 0      |

認可売春婦の性病感染率は４～６％で、３者に有意な差はなく、遊郭数は２９だった。
| 西暦年 | 全検査数 | 全検査数 | 全検査数 | 有病率（％） | 有病率（％） | 有病率（％） | 遊郭数 |
| 西暦年 | 娼妓     | 芸妓     | 酌婦     | 娼妓         | 芸妓         | 酌婦         | 遊郭数 |
| ------ | -------- | -------- | -------- | ------------ | ------------ | ------------ | ------ |
| 1933   | 144,547  | 78,696   | 67,227   | 5.8          | 4.0          | 4.3          | 27     |
| 1934   | 144,144  | 83,512   | 71,645   | 5.6          | 3.4          | 4.6          | 28     |
| 1935   | 163,870  | 85,988   | 73,088   | 5.3          | 4.2          | 4.9          | 28     |
| 1936   | 179,911  | 97,547   | 89,035   | 4.9          | 4.1          | 4.5          | 29     |
| 1937   | 182,237  | 112,139  | 88,086   | 4.9          | 4.2          | 4.7          | 30     |
| 1938   | 176,736  | 109,377  | 79,563   | 4.3          | 3.6          | 4.3          | 29     |
| 1939   | 182,568  | 109,889  | 78,262   | 4.3          | 5.2          | 3.9          | 29     |
| 1940   | 221,182  | 110,156  | 76,111   | 4.3          | 3.9          | 5.9          | 29     |

## 慰安所規則
慰安所の設置および運営規則は軍総司令部または政監部で、利用規則は慰安所が設置された部隊ごとに制定された。前者は、設置・営業許可権限者、慰安所営業者の資格、慰安婦の雇用条件、従業員の定期健康診断の実施、営業者および従業員の遵守事項などを規定。後者は、慰安所の経営（売上高、月毎収支表、月毎営業者・慰安婦間の貸借対照表などの確認）、規律（規則違反の取り締まり）および衛生（健康診断の実施、衛生状況の見回り・指導など）を監督する責任者の指名、営業時間および休日、部隊毎利用曜日、利用時間および料金、支払い方法、利用者・営業者・慰安婦の遵守事項を規定。規律責任者（憲兵隊長）は慰安所も含め毎月軍事警察報告書を作成し、憲兵隊本部に提出。憲兵隊本部司令官は月報に纏め、軍総司令官を経て軍最上部に報告。軍は、これら情報を共有した。

### 規則制定者
慰安所規則は、設置および運営、ならびに利用に大別される。前者は、軍総司令官が、後者は慰安所が設置された部隊長が制定した。

### 設置および運営
設置および運営に関する規則は、「貸座敷娼妓取締規則」に準拠した。この取締規則は、内地、朝鮮半島および台湾別に制定されたが、娼妓の許可年齢（内地：18歳、朝鮮半島：17歳、台湾16歳）を除けば、内容は同じである。

#### 内容
この規則は、慰安所営業者の資格、営業の許可権限者（1.営業の許可、禁止、停止 2.営業の譲渡および営業所の移転の許可 3.稼業婦の就業および就業者の変更の許可 4.営業者および稼業者の廃業の許可）、定期的健康診断の実施（一般従業員は月1回、稼業婦は週1回）、営業者および従業員に対する遵守規則、稼業婦の稼業許可証の携帯などを規定している。

#### 許可権限者
慰安所の設置および運営に関わる許認可権限者は、設置される地域の行政状況で異なる。地方行政組織が確立している地域では地方行政長官（例：シンガポール・マレー半島）、領事館がある地域では領事館警察署長（例：上海）そして領事館がない前線では軍総司令官による任命者（例：マニラ地区）が、権限者だった。

#### 慰安所営業者の資格
経営者の資格は、マニラ軍では認可売春業に経験のある邦人、馬来軍では邦人に限定と規定。支那派遣軍による設置に関する規則は見当たらないが、陸軍省は慰安所の設置や慰安婦の募集に任ずる者の人選においては、派遣軍で統制してこれら人物を選定するよう指示した。

#### 営業申請および許可
営業者自らまたは軍からの要請に基づき、慰安所営業者は慰安所の開設が予定されている地域の許可権限者に開設を申請して許可を得る。申請内容は、「貸座敷娼妓取締規則」第１条に規定されている。
1. 本籍、住所、氏名、生年月日
2. 屋号あるときは屋号
3. 営業所の位置
4. 前項の願書には、営業用建物の間取り、階段、料理場、浴場、厠、汚水排除の設備等の位置を示した平面図を添付すること。（以下略）

許可条件は、位置が許可者の指定した地域にあること、第4条に規定されている営業用建物の構造要件を満たしていること。軍からの要請による時は、2 - 4項目は不要。
マニラ地区規則では様式を定め、1以外に、事業計画書（記載事項：資本金（円）、共同経営者の有無、部屋数、位置、慰安婦の氏名（内地人、台湾人またはフィリッピン人の記載）、従業員採用予定日）、宣誓書（記載内容：規則を遵守し、妨害行為は一切せず、軍の都合で営業の一時停止または廃業することに同意する）の提出を定めている。

## 慰安婦の雇用

### 雇用手続きと許可
娼妓稼業をするための許可を受ける手続きは、「貸座敷娼妓取締規則」第16条に、許可条件は第17条に規定されている。
第16条　娼妓稼を為さんとする者は、本籍、住所、氏名、妓名、生年月日および稼業場所を記載し、かつ貸座敷営業者の連署した申請書に下記の書面を添付し、自ら出頭し警察署長に願い出て許可を受けること。

1. 父の承諾書、父知れざるとき、死亡したとき、家を去ったとき、もしくは親権を行うことができないときは、家に居る母の承諾書、不在のときは母の承諾書、母も死亡したとき、家を去ったとき、もしくは親権を行うことができないときは、未成年者では後見人、成年では戸主もしくは扶養義務者の承諾書、または承諾書を与える者がいないことを説明した書面

2. 前号に掲げた承諾者の印鑑証明書

3. 戸籍謄本

4. 娼妓稼業および前借金に関する契約書写し

5. 経歴および娼妓をする理由を記載した書面

6. 警察署長が指定した医師または医生の健康診断書

前項第１号の承諾については、継父は後見人と見なす。

第17条　以下の各号の１に該当する場合は、娼妓稼業は許可されない。

1. 17歳未満の者

2. 伝染病疾患のある者

3. 前項第１号に記載の者の承諾がないとき、または承諾を与える者がいないことの説明がないとき

4. 娼妓稼業または前借金に関する契約が不当と認められるとき

日本軍の要請を受けて慰安婦を日本国内で雇用する場合、慰安婦を為さんとする者は慰安所の設置地域を所管する領事館警察署長に願い出て許可を受ける必要がある。領事館警察署は、慰安婦を募集する者に対し、領事館発給の事由を記載した身分証明書を携帯させた。雇用される慰安婦が居住する警察署長は、領事館警察署長からの依頼を受け、中国大陸または東南アジアへ渡航するに必要な身分証明書を発給した。

### 内地
1937年8月、外務省は不良分子の中国大陸への渡航を防止するため、「日本内地および各植民地より渡航する日本人（朝鮮人および台湾籍民を含む）に対しては当分の間居住地所轄警察署長が身分証明書を発給。身分証明書を所持しない者は中国への乗船を認めない」と通達。1938年2月15日、内務省は売春稼業を目的とした婦女の中国への渡航者が増加していることを踏まえ、「売春を目的とする婦女の渡航は、現在内地において娼妓その他の売春業を営み満21歳以上でかつ性病などの伝染性疾患がない者で、北支、中支へ向かう者に限り認め、身分証明書を発給。売春稼業を目的に渡航する婦女は、① 本人自ら警察署に出頭し身分証明書の発給を申請する、② 同一戸籍にある最近尊属親、尊属親なきときは戸主の承認を得ること、もし承認を与える者なきときはその事実を明らかにすること、③ 身分証明書を発給するときは、稼業契約その他各般の事項を調査し婦女売買または略取誘拐等の事実なきよう特に留意すること」などと通達した。したがって、内地での内地人慰安婦の雇用はすでに売春稼業に従事し、かつ21歳以上に限定された。

### 朝鮮、台湾および現地人
1937年8月の外務省通達は、朝鮮および台湾にも適用された。ただし、日本政府は1927年に、満21歳以下の売春稼業を禁じた「婦人及児童ノ売買禁止ニ関スル国際条約」に批准していたが、他国と同様に植民地である台湾および朝鮮、そして関東租借地への適用は除外していた。したがって、身分証明書の発給、即ち慰安婦雇用の年齢制限は、朝鮮では満17歳以上、台湾では満16歳以上だった。中国人の年齢は、日本軍が占領地での公娼取締規定を定め、16歳以上とした。

## 慰安婦の契約

### 雇用契約
日本における娼妓の雇用は前借金方式で、雇用主（貸座敷主）と娼妓の間では、前借金返済に関する「金銭消費貸借証書」と契約条件を定めた「娼妓雇用契約書」の２つが締結された。前者は、前借金額、返却期限、利息などを定め、雇用主と借金返済連帯保証人が署名。後者は、契約（雇用）期間、前借金額、売上高分配（雇用主と娼妓）、費用負担（食費、座敷備品、稼業に起因する治療費は雇用主、衣類ほか日常品、一般疾病による治療費は娼妓）などが定められ、両親、本人および雇用主が署名した。

#### 契約内容例
契約内容の詳細は、馬来軍政監部軍政規定集（別冊）芸妓、酌婦雇用契約規則に記載されている。1937年12月、群馬県で慰安婦を募集したときの契約条件を以下に示す。
- 契約期間： 2年[注釈 7]。
- 前借金額： 500円より1,000円。ただし、前借金の内2割を控除し見付金および乗込費に充当する[注釈 8]。
- 前借金返済方法：年限完了と同時に消滅する。即ち年期中病気休業しても年限満了と共に即時前借金は完済する[注釈 9]。
- 利息： 年期中はなし。途中廃業の場合は、残金に対し月一歩（1割）
- 違約金： 一ヵ年内は前借金額の1割
- 年期途中廃業の場合： 日割り計算とする
- 帰還旅費負担： 年期終了後は抱え主負担
- 本人所得： 稼高の1割を本人所得とし、毎月支給する
- 年期終了後の慰労金： 本人稼高に対し応分の慰労金を支給する
- 費用負担： 衣類、寝具、食料、入浴料、医薬費は抱え主負担とする

### 運営
慰安所の運営においては、慰安所営業者および慰安婦は、「貸座敷娼妓取締規則」に定める義務および遵守事項に従った。

### 営業者の義務および遵守事項
営業者の義務事項は、第10条（毎月娼妓毎に貸借計算書を作成し捺印）、第12条（従業員を雇用または解雇したときの通知）などに、遵守事項は第7条に規定されている。
第７条　貸座敷営業者は、下記の各号を遵守すべし

1. 客室の入口には、番号または符号を掲示すること

2. 燈火に石油を用いるときは、金属製の油壷を用いること

3. 客室、料理場、浴場、洗浄所およびトイレ等を清潔に保つこと

4. 防臭剤を備え、臭気が発生する場所に時々散布すること

5. 客用寝具は、体に接触する部分を清潔な白布で覆うこと

6. 客に供する飲食器は、清潔なものを用いること

7. 客が求めない飲食物を供し、または不当な料金を請求しないこと

8. 客が求めない場合に、芸妓（妓生を含む）、娼妓を侍らせないこと

9. 通行人に対し、遊興を勧誘しないこと

10. 学校生徒であることを知り、これを遊興させないこと

11. 客に面会を求める者がいるときは、理由なくこれを拒絶し、またはその取次を断ってはいけない

12. 客の承諾なしに、濫りに他人を客室に入れてはならない

13. 伝染性疾患があるものを客に侍らしめ、または飲食物、飲食器もしくは寝具の取扱いをさせてはならない

14. 娼妓の意志に反して契約の変更、または抱え主である貸座敷営業者の変換を強制してはならない

15. 疾病中または第１８条の期間内に就業させ、その他娼妓を虐待してはならない

16. 娼妓に、濫りに出費させないこと

17. 濫りに、娼妓の契約、廃業、通信、面接を妨げ、または他人がこれらを妨げてはならない

#### 慰安婦の義務および遵守事項
慰安婦の義務および遵守事項は、以下の通りである。
第１８条　妊娠６カ月以後出産後２ヶ月以内の期間は、娼妓稼業をすることはできない。

第２１条　娼妓は貸座敷外で居住または宿泊することはできない。

第２２条　娼妓は、以下の各号を順守のこと

1. 就業中、許可証および健康診断書を携帯のこと

2. 通行人に対し、遊興の勧誘をしないこと

3. 客席において、舞踊をしたり音曲を演奏しないこと

第２３条　娼妓は、定期または臨時に健康診断を受けること。

## 利用
現存する利用規則は、中華人民共和国で6件、フィリピンで6件、ミャンマー（ビルマ）で1件、オーストラリア領ニューブリテン島1件、英領アンダマン島1件の合計15件 である。規則は、経営、規律および衛生の監督ならびに実施責任者の指名、営業時間および休日、部隊ごと利用時間割、階級別利用時間および料金、支払い方法、利用者、営業者および慰安婦の遵守規則などから構成されている。

### 監督および実施責任者の指名
経営では経理将校、規律では憲兵隊長、衛生では部隊付き軍医が指名された。経営責任者は、営業者から毎月収支計算書および慰安婦との貸借計算書を提出させ、チケット支払い代金の清算、経理内容、慰安婦への支払い、料金の適正さ等を確認。規律責任者は、利用者、営業者および慰安婦による規則違反を取り締まり、取締結果を毎月憲兵隊本部に報告。規則違反者は、その都度部隊長により処罰された。衛生責任者は、慰安所内の衛生設備および衛生状況を見回り、不良個所を是正し、従業者の定期健康診断を実施した。

### 営業時間および休日
営業時間および休日は、一律ではなく、地域ごとに異なる。開店時間は午前8 - 12時、閉店時間は24時、翌日午前6時または8時と分散している。休日は、記載がある場所では月1、または2日である。

### 部隊毎週間時間割
利用者が分散するよう、部隊ごとに利用可能な曜日を指定した。

### 利用時間および料金
利用時間および料金は、一律に階級を3区分（兵、下士官、将校）し、その区分ごとに定められた。

#### 利用時間
区分時間は、時間当たりの利用者数が均一化するよう定められた。例えば當陽慰安所の場合は、兵：10時から17時、下士官：17時から22時、将校：22時から翌日6時まで。宿泊は、一律に将校のみに許可された。

#### 料金
料金は、一般に1時間単位だったが、地域により利用者数を考慮して、兵・下士官では30分、40分および1時間単位の料金が定められた。料金は一般に邦人は同一料金だったが、地域によっては民族名別に料金が定められた。例えば、料金は、上海では邦人と中国人別、常州では内地人、朝鮮人および中国人別、フィリッピンでは邦人とフィリッピン人別、オーストラリア領ブリテン島ラバウルでは内地人と朝鮮人別だった。この料金差も、利用者数の平均化を反映したものである。
| 場所         | 場所     | 常州      | 常州      | 常州      | 葛店・華容鎮 | 當陽       | 上海      | 上海      | 上海      | 斗門        | 広東      |
| ------------ | -------- | --------- | --------- | --------- | ------------ | ---------- | --------- | --------- | --------- | ----------- | --------- |
| 設定時期     | 設定時期 | 1938年3月 | 1938年3月 | 1938年3月 | 1939年11月   | 1940年10月 | 1942年7月 | 1942年7月 | 1942年7月 | 1944年      | 1994年5月 |
| 利用時間     |          |           |           |           |              |            |           |           |           |             |           |
| 兵           |          | 900-1800  | 900-1800  | 900-1800  | 1000-1800    | 1000-1700  | 1000-1500 | 1000-1500 | 1000-1500 | 1200-1800   | 930-1530  |
| 下士官       |          | 900-1800  | 900-1800  | 900-1800  | 1900-2100    | 1700-2200  | 1610-1840 | 1610-1840 | 1610-1840 | 1200-夕点呼 | 1600-2000 |
| 将校         |          | 1900以降  | 1900以降  | 1900以降  | ー           | 2200以降   | 1900以降  | 1900以降  | 1900以降  | 指定せず    | 2030以降  |
| 料 金 （円） |          |           |           |           |              |            |           |           |           |             |           |
| 民族名       | 民族名   | 内地人    | 朝鮮人    | 中国人    | ー           | ー         | 内地人    | 朝鮮人    | 中国人    | 中国人      | 中国人    |
| 兵           | 30分     | -         | -         | -         | 1.00         | 1.00       | 1.50      | 1.50      | 1.00      | -           | 6.00      |
| 兵           | 1時間    | 2.00      | 1.50      | 1.00      | -            | 2.00       | 2.00      | 2.00      | 1.50      | 8.00        | 9.00      |
| 下士官       | 30分     | -         | -         | -         | 1.20         | 1.20       | 1.50      | 1.50      | 1.00      | -           | 9.00      |
| 下士官       | 1時間    | 2.00      | 1.50      | 1.00      | -            | 2.40       | 2.50      | 2.50      | 2.00      | 10.00       | 11.00     |
| 将校         | 1時間    | 4.00      | 3.00      | 2.00      | 3.00         | 3.00       | 3.00      | 3.00      | 2.50      | 15.00       | 17.00     |
| 将校         | 22時以降 | -         | -         | -         | -            | -          | 15.00     | 15.00     | 10.00     | -           | -         |
| 将校         | 24時以降 | -         | -         | -         | -            | 10.00      | 10.00     | 10.00     | 7.00      | 40.00       | 40.00     |

| 場所       | 場所     | イロイロ   | ブツアン  | マニラ    | マニラ    | マンダレー | ミッチーナ   | マニラ航空隊 | ラバウル  | ラバウル  |
| ---------- | -------- | ---------- | --------- | --------- | --------- | ---------- | ------------ | ------------ | --------- | --------- |
| 設定時期   | 設定時期 | 1942年12月 | 1942年6月 | 1943年2月 | 1943年2月 | 1943年5月  | 1943年8月    | 1944年8月    | 不明      |           |
| 利用時間   |          |            |           |           |           |            |              |              |           |           |
| 兵         |          | 900-1600   | 1300-1700 | 1000-2100 | 1000-2100 | 1000-1700  | 1000-1700    | 1200-1700    | 800-1800  | 800-1800  |
| 下士官     |          | 1600-1900  | 1700-2100 | 1000-2100 | 1000-2100 | 1700-2100  | 1700-2100    | 1200-1900    |           |           |
| 将校       |          | 1900-2400  | 2100-2400 | 2100-2400 | 2100-2400 | 2100-2400  | 2100-2400    | 1930-2400    |           |           |
| 将校       |          | -          | 2400-0800 | 2400-0800 | 2400-0800 | 2400-0800  | 2400-        | -            | 2200-0600 | 2200-0600 |
| 料金（円） |          |            |           |           |           |            |              |              |           |           |
| 民族名     | 民族名   | ー         | ー        | 邦人      | 比人      | ー         | ー           | ー           | 内地人    | 朝鮮人    |
| 兵         | 30分     | 1.00       | 1.00      | -         | -         | 1.50       | 20-30分/1.50 | -            | 2.00      | 1.50      |
| 兵         | 40分     | -          | -         | 2.00      | 1.50      | -          | -            | 1.50         | -         | -         |
| 兵         | 1時間    | -          | 2.00      | -         | -         | -          | -            | -            | 3.50      | 3.00      |
| 下士官     | 30分     | 1.50       | 1.50      | -         | -         | -          | 30-40分/2.00 | -            | 2.50      | 2.00      |
| 下士官     | 40分     | -          | -         | 3.00      | 2.50      | 2.00       | -            | 2.50         | -         | -         |
| 下士官     | 1時間    | -          | 2.00      | -         | -         | -          | -            | -            | 4.00      | 3.50      |
| 将校       | 30分     | -          | 3.00      | -         | -         | -          | 30-40分/5.00 | -            | -         | -         |
| 将校       | 40分     | -          | -         | -         | -         | -          | -            | -            | -         | -         |
| 将校       | 50分     | -          | -         | -         | -         | 3.00       | -            | 5.00         | -         | -         |
| 将校       | 1時間    | 3.00       | 4.00      | 5.00      | 4.00      | -          | -            | -            | -         | -         |
| 将校       | 24時以降 | -          | 8.00      | 10.00     | 8.00      | 8.00       | 10.00        | -            | 10.00     | 10.00     |

料金の適正さは毎月経営監督者により確認され、経営状況を勘案して変更された。中国では1944年以降物価が急上昇し、慰安所料金も急上昇した。

### 支払い方法
料金の支払い方法は、慰安所での現金払い、軍の発行したチケットを提示し現金払い、および軍が料金を予め徴集して発行するチケットの3つの方法が用いられた。チケット方式の目的は、時間当たり利用者の平均を図るため。呂兵団では、慰安婦一日当たり、兵２名、下士官・将校各1名を発行の目安とした。

### 遵守すべき事項
利用者、営業者および慰安婦の遵守すべき事項は、以下の通りである。慰安所内での主な違反行為は、飲酒酩酊による帳場や慰安婦への殴打や器物破損だった。このため、飲酒酩酊者の立ち入りは厳しく禁じられた。また、慰安所設置の主な目的は性病感染防止であり、コンドーム利用と性交後の局部洗浄が徹底された。

#### 利用者
1. 酒気帯者は立ち入り禁止
2. 酒、飲食物の持ち込み禁止
3. 利用時間の厳守
4. 慰安所内での喧噪禁止
5. 営業者、慰安婦およびその他従業者への粗暴な行為は禁止
6. サックの使用および性交後の洗浄を厳守
7. その他
8. 諸規則違反者は利用禁止

#### 営業者
1. 日本軍軍人軍属以外は、接客厳禁
2. 営業時間の厳守
3. 料金および利用時間の明示
4. 酒肴、飲食物の販売禁止
5. 慰安婦健康診断不合格の場合は、部屋入口に表示し、接客禁止
6. 性交後の洗浄設備の取り付けおよび洗浄薬品の維持
7. 毎月売上報告書、収支計算書、貸借計算書等の報告
8. その他
9. 諸規定に違反した場合は営業停止または廃業

#### 慰安婦
1. 稼業許可証と健康診断書の携帯
2. 酒肴、飲食物の接待禁止
3. 定期健康診断の受診
4. 健康診断不合格の場合は、稼業禁止
5. 許可された場所以外への外出は禁止
6. その他
7. 諸規定に違反した場合は、稼業禁止または解雇

## 軍事警察報告
慰安所の規律監督者は、慰安所内の取締結果を他の軍紀および刑法違反と合わせて、毎月憲兵隊本部に報告。憲兵隊司令官は所管する全部隊の取締結果を月報に纏め、総司令官を経て軍最上部に報告し、軍はこれら情報を共有した。

### 慰安婦に対する犯罪および非行
1941年7月から1942年4月にかけての9か月間で中支那地区の慰安所で発生した慰安婦に対する犯罪件数は窃盗の1件、非行件数は22件で、その主な原因は飲酒酩酊によるものだった。
軍事警察報告書に添付されている慰安婦に対する軍人軍属の犯罪表および非行表を、表４に示す。1941年7月から1942年4月にかけての９か月間で、中支那地区（南京、蘇州、上海、広州、泰縣、九江、漢口、徐州）の慰安所で発生した慰安婦に対する犯罪件数は腕時計と金銭を窃盗した1件、非行件数は22件で、その原因は主に飲酒酩酊によるものだった。
| 報告年月   | 犯罪 | 犯罪                         | 非行 | 非行 | 出典         |
| ---------- | ---- | ---------------------------- | ---- | --- | ------------ |
| 報告年月   | 件数 | 内容                         | 件数 | 内容 | 出典         |
| 1941年7月  | 0    | ー                           | 1    | 慰安婦と口論。抜剣し脅迫言動                                                                                                   | C07091972800 |
| 1941年7月  | 0    | ー                           | 1    | 飲酒酩酊の上土足で慰安婦室を歩き、夜具などを窓外へ投擲                                                                         | C07091972800 |
| 1941年7月  | 0    | ー                           | 1    | 作業中慰安所に立ち寄り、慰安婦に態度が悪いと暴行                                                                               | C07091972800 |
| 1941年7月  | 0    | ー                           | 2    | 飲酒酩酊の上慰安所へ行き、酩酊の理由で慰安婦に遊興を拒絶され殴打                                                               | C07091972800 |
| 1941年7月  | 0    | ー                           | 1    | 無断外出し飲酒酩酊の上慰安所へ行き、慰安婦を暴行                                                                               | C07091972800 |
| 1941年8月  | 1    | 慰安婦から腕時計と金銭を窃盗 | 1    | 慰安所で馴染み慰安婦不在のため、憤慨し同女の衣服を切り裂く                                                                     | C07091990800 |
| 1941年8月  | 1    | 慰安婦から腕時計と金銭を窃盗 | 1    | 慰安所へ行き遊興しようとするが慰安婦に拒絶され、憤慨し暴行                                                                     | C07091990800 |
| 1941年10月 | 0    | ー                           | 1    | 飲酒酩酊し、慰安所で慰安婦を暴行                                                                                               | C07092110200 |
| 1941年11月 | 0    | ー                           | 1    | 飲酒酩酊の上慰安所へ行き、花券を購入しないで登楼したので慰安婦が断ると殴打暴行                                                 | C07092194900 |
| 1941年11月 | 0    | ー                           | 1    | 武昌へ出張中慰安所へ行き、慰安婦が休業中故断ると激高し、外へ引っ張り出し殴打                                                   | C07092194900 |
| 1941年12月 | 0    | ー                           | 1    | 飲酒酩酊の上慰安所へ行き、慰安婦が休業中を理由に接客を断ると激高し、殴打暴行                                                   | C07092201600 |
| 1941年12月 | 0    | ー                           | 1    | 飲酒酩酊に上慰安所へ行き、慰安婦2名を暴行                                                                                      | C07092201600 |
| 1941年12月 | 0    | ー                           | 1    | 飲酒酩酊の上慰安所へ行き、帳場に借金を申し込むが断られ、同室に居た慰安婦共に暴行                                               | C07092201600 |
| 1941年1月  | 0    | ー                           | 0    | ー | C07092221400 |
| 1942年2月  | 0    | ー                           | 1    | 飲酒酩酊の上登楼し慰安婦と対談中、戦友に時計と財布を預けたことを忘れ、慰安婦に窃盗されたと勘違いし慰安婦を詰問                 | C07092221400 |
| 1942年2月  | 0    | ー                           | 1    | 飲酒酩酊して慰安所に登楼し、抜剣して板壁を破損し、慰安婦らを面罵                                                               | C07092221400 |
| 1942年2月  | 0    | ー                           | 1    | 飲酒酩酊して慰安所に登楼し、慰安婦を殴打                                                                                       | C07092221400 |
| 1942年3月  | 0    | ー                           | 1    | 慰安所で遊興後戯れに、安全装置がかかっていると信じ拳銃の引き金を引いたところ、慰安婦の右下腿部に当たり全治１か月のケガを与える | C07092227000 |
| 1942年3月  | 0    | ー                           | 1    | 飲酒酩酊の上慰安所へ行き、慰安所に宿泊しようとしたが慰安婦に拒絶され、憤慨し殴打暴行                                           | C07092227000 |
| 1942年3月  | 0    | ー                           | 1    | 飲酒酩酊の上慰安所へ行き、慰安婦を殴打                                                                                         | C07092227000 |
| 1942年4月  | 0    | ー                           | 1    | 飲酒酩酊の上慰安所へ行き、遊興後サービスが悪いと慰安婦を殴打                                                                   | C07092232000 |
| 1942年4月  | 0    | ー                           | 1    | 慰安所で慰安婦を殴打、器物を破損                                                                                               | C07092232000 |
| 合計       | 1    | ー                           | 22   | ー | ー           |

（注1） 発行者：支那派遣軍総司令官畑俊六

（注2） 出典： アジア歴史資料センター：リファレンスコード

## 慰安所規則に関する論争

### 共有すべき基礎知識
論争の基盤となる共有すべき知識は、以下の通りである。
1. 慰安所が運営されたのは、大日本帝国時代である。大日本帝国は、法治国家であった。法の下では、日本国民（内地人、朝鮮、台湾人、市民、軍人）は平等であり、刑事犯罪は朝鮮総督府統計年報（民族別）に、軍内部での犯罪は軍事警察報告に記録されている。
2. 日本では、認可売春制度は合法だった。警察よる売春制度取締内容は、朝鮮総督府統計年報（民族別）に記録されている。
3. 日本は家父長制の文化が浸透しており、「子は親に従う」は美徳だった。「本人の意志」は「親の意志」である [20]。
4. 慰安所は、認可売春制度の下で設立・運営された日本軍の軍人用の貸座敷（認可売春宿）である。日本軍および警察は、日本人（邦人：内地人、朝鮮人および台湾人）により構成された。日本軍が慰安所の設立および運営に関与したのは、1938年以降。軍は、それ以前は民間の売春宿を軍による性病検査立ち合いを受け入れることを条件に指定し、利用した。
5. 日本軍は、慰安所の利用に先立ち、経営、規律および衛生の各管理責任者の指名、利用時間、料金、支払い方法、利用者・営業者・慰安婦の遵守事項などを定めた慰安所利用規則を制定し、周知した。これら慰安所規則、規律に関する憲兵隊記録などは、米軍調査資料[21][注釈 12]、アジア女性基金アーカイブおよび国立公文書館アジア歴史資料センターに収録されている。

### 慰安婦に対する論争が発生した経緯
1965年6月、日韓両国は「両国および両国民の財産、権利および利益ならびに請求権が完全かつ最終的に解決されたことを確認する」との協定を締結。当時、慰安婦のことは全く話題にならなかった。
1974年10月、千田夏光著『従軍慰安婦“声なき女”八万人の告発』が出版。慰安婦の総数について「昭和十三年から同二十年まで八万人とも十万人とも言う」、朝鮮人について「『挺身隊』の名の下に彼女らは集められた」「総計20万人（韓国側の推計）が集められたうち、『慰安婦』にさせられたのは5万人ないし7万人とされている」と記す。
1976年1月、 金一勉著『天皇の軍隊と朝鮮人慰安婦』が出版され、慰安婦の「8割―9割」、17 - 20万人が朝鮮人と記す。
1983年7月、吉田清治著『私の戦争犯罪　朝鮮人強制連行』が出版され、日本統治下の朝鮮は済州島において慰安婦にするために205人の女性を強制連行したと記す。ただし、吉田本人は、後に「創作」と認めている。
1990年11月、「韓国挺身隊問題対策協議会」（略称：挺対協）が発足。 1992年12月以降、大韓民国において「慰安婦は日本軍性奴隷」と主張する運動の中心母体となる。
1991年8月、金学順が元慰安婦と名乗り出る。1991年12月、金学順ほか2名の元慰安婦が32名の元韓国人軍人・軍属と共に、日本国政府に対し謝罪と賠償を求めて東京地方裁判所に告訴。「一〇万人あるいは二〇万人ともいわれる朝鮮の女性たちを軍隊慰安婦にし、戦後そのまま放置した日本国・軍の行為は人道に対する罪の典型と言える」「彼女たちは、戦場で慰安婦とされるために、計画的・組織的に、強制的に、あるいは偽計などにより、故郷から引きはがされ、そしてまったく逃げることのできない戦場などで、軍により、慰安婦として働くことを強制され、しかも軍は、敗戦の知らせを朝鮮人慰安婦には知らせず、置き去りにした」「朝鮮人慰安婦たちは、性と民族という二重の虐待を受けた。つまり、性的虐待と民族的虐待を受けたのである。・・・、朝鮮人を皇民化、日本人化、同化することにより、民族を抹殺しようとする政策がとられていた」「元山口県労務報国会下関支部動員部長の吉田清治氏によれば、一九四三年五 月、西部軍司令部は、九州と山口県とで二〇〇〇人の軍隊慰安婦の供出命令を出し、同氏 に対して、二〇〇人の朝鮮人慰安婦の狩り集めを命令し、同氏は済州島に向かい、軍隊慰安婦の狩り集めを行った」と記す。

1991年8月11日、朝日新聞は朝刊大阪版社会面で「日中戦争や第２次大戦の際、『女子挺身（ていしん）隊』の名で戦場に連行され、日本軍人相手に売春行為を強いられた『朝鮮人従軍慰安婦』のうち、１人がソウル市内に生存していることがわかり……」と掲載。
1992年1月11日、朝日新聞は朝刊1面で、「従軍慰安婦　1930年代、中国で日本軍兵士による強姦事件が多発したため、反日感情を抑えるのと性病を防ぐために慰安所を設けた。元軍人や軍医などの証言によると、開設当初から約8割が朝鮮人女性だったといわれる。太平洋戦争に入ると、主として朝鮮人女性を挺身隊（ていしんたい）の名で強制連行した。その人数は8万とも20万ともいわれる」と掲載。

1992年2月、戸塚悦郎は国際連合人権委員会で、「第二次世界大戦中に朝鮮半島から連行された日本軍「慰安婦」は、軍によって「性奴隷」とされた被害者であり、補償すべき」と主張し、国際連合に日本政府と被害者間の調整を要請。
１993年2月、韓国で、挺対協編集による元慰安婦19人の証言集「証言　強制連行された朝鮮人軍慰安婦たち」（表題：日本語訳、日本語訳版の出版は1993年11月）が出版される。

1993年8月、日本国政府は調査結果に基づき、「河野談話」を発表。「慰安婦の募集については、軍の要請を受けた業者が主としてこれに当たったが、その場合も、甘言、強圧による等、本人たちの意思に反して集められた事例が数多くあり、更に、官憲等が直接これに加担したこともあったことが明らかになった。また、慰安所における生活は、強制的な状況の下での痛ましいものであった」「戦地に移送された慰安婦の出身地については、日本を別とすれば、朝鮮半島が大きな比重を占めていたが、当時の朝鮮半島は我が国の統治下にあり、その募集、移送、管理等も、甘言、強圧による等、総じて本人たちの意思に反して行われた」と記述。
1995年2月、G. Hicks “The Comfort Women : Sex Slaves of Japanese Empire Forces”が出版。1995年4月、吉見義明著『従軍慰安婦』が出版され、日本軍が慰安所の設置・運営に関与、慰安婦の大多数は朝鮮人などと記す。
1996年1月、国連人権委特別報告者ラディカ・クマラスワミは、「韓国人慰安婦約20万人が日本軍により性奴隷にされ、慰安所は性奴隷施設」と報告。
1998年6月、同じく特別報告者ゲイ・J・マクドウーガルは、「慰安所はレイプセンターで、東南アジア人慰安婦も同様に性奴隷」と報告。

1999年6月、秦郁彦著『慰安婦と戦場の性』が出版。慰安婦は認可売春婦、慰安婦の人数は2万人、民族別内訳は内地人4，現地人3，朝鮮人2、その他1と記す。
2007年4月、IWGは、日本軍による性暴力を含む戦争犯罪を見直すため、2000年に大統領令で日本の軍事犯罪に関する機密情を開示して調査し、その最終報告を米国議会に提出。調査の結果、新たな資料は何も見つからなかった。2007年7月、米国下院にて「日本政府が慰安婦を性奴隷にしたことを認め公式に謝罪すること」を求めた下院決議１２１号が採択される。
2014年12月、朝日新聞は1992年1月11日の記事は「慰安婦を女子挺身隊と混同、慰安婦人数も不明、記事内容は不正確だった」として、吉田清治に関するすべての記事と共に取り消した。
2015年12月、日韓両政府は外相共同記者会見を開き、「韓国政府が元慰安婦の支援を目的とした財団を設立し，この資金を日本政府が一括して拠出し，元慰安婦の名誉と尊厳の回復，心の傷の癒やしのための事業を行うこととする。この措置を確実に実行することを前提に、慰安婦問題は最終的かつ不可逆的に解決されることを確認する。今後両国は、国際社会で本問題について互いに非難・批判することは控える」ことに合意 
。
2021年5月、J・マーク・ラムザイヤーによる売春業での前借金契約を論じた論文の撤回を求める署名運動が発生し、約3,700名が署名。掲載誌は、論文の撤回には応じていない。
2022年1月、J. Mark Ramseyerは、彼の論文への批判に対する反論を発表。
2023年5月、大韓民国政府が認定した慰安婦の人数は240名で、その根拠は非公表である。

### 性奴隷施設主張の根拠と批判
1996年、国際連合人権委員会特別報告者ラディカ・クマラスワミは「元韓国人慰安婦約20万人が日本軍により性奴隷にされ、慰安所は奴隷施設。「慰安所規則」はこの証拠」と報告。2007年、アメリカ合衆国議会下院は、「日本国政府は公式に性奴隷にしたことを認め、謝罪すべき」と決議。ただし、これらの主張は、引用した文書根拠に信頼性がなく、元慰安婦の証言に基づくもので、その内容はすべて慰安所規則に反している。

#### クマラスワミ国連報告書

##### 根拠
報告者は、朝鮮人女性約20万人を性奴隷にした文書証拠はG. Hicks著書と吉田清治著書で「15人の朝鮮人元慰安婦の証言と北朝鮮政府の主張」によりこれが裏付けされた、慰安所規則は性奴隷施設の証拠と主張（パラ20）。

##### 批判
吉田清治著書はフィクションである。G. Hicks著書の取材源は、元慰安婦証言集、金一勉著書、吉田清治著書および証言、「挺身隊に入ると慰安婦にされる」との当時の流言などで、「岡村寧次は自分が慰安婦案の創設者だったと自白している（パラ24）」を除き、引用部分は元慰安婦の証言に基づき、これらを裏付ける証拠は示されていない。聴取した元慰安婦の証言のうち、5人の証言が記載されている。チョン・オクスン（パラ54）、ファン・ソギョン（パラ55）およびファン・ソギュン（パラ57）の証言は、日本軍が慰安所の運営に関与する1938年以前のことであり、日本軍とは無関係である。ファン・クムジュ（パラ56）は日本の工場へ行き慰安婦にされたと証言しているが、日本国内には沖縄以外に慰安所はなかった。ファン・クムジュイ（58）はテントの慰安所で働いたと証言しているが、テントは貸座敷構造要件を満たさず慰安所がテントだったとの史料は存在しない。
アメリカ軍捕虜尋問書No.49では、尋問者は「慰安婦は、日本軍に配属された売春婦または職業的キャンプフォロワー」と記述。No.78では、朝鮮人捕虜は「太平洋地域で会った朝鮮人慰安婦は全員、志願または親に売られた売春婦。日本人が朝鮮人女性を直接徴用することは、老若を問わず許しがたい暴挙。男たちは、怒りにかられ結果を顧みず日本人を殺すだろう」と証言。この報告書は内容を裏付ける史料のない著書と元慰安婦の証言によるものである。表5に、1939年 および1942年末 の慰安婦証言に関連する刑法犯罪記録を示す。いずれの犯罪も検挙率が高く、元慰安婦の証言の信憑性を否定している。
| 西暦年 | 犯罪種類 | 殺人 | 傷害   | 脅迫 | 略取・誘拐 | 詐欺   | 恐喝 |
| ------ | -------- | ---- | ------ | ---- | ---------- | ------ | ---- |
| 1939   | 犯罪件数 | 240  | 11,893 | 412  | 1,191      | 18,870 | 618  |
| 1939   | 検挙件数 | 231  | 11,851 | 413  | 1,188      | 18,948 | 624  |
| 1939   | 検挙人員 |      |        |      |            |        |      |
| 1939   | 総数     | 303  | 21,755 | 405  | 1,865      | 20,847 | 732  |
| 1939   | 内地人   | 7    | 236    | 7    | 16         | 861    | 12   |
| 1939   | 朝鮮人   | 296  | 21,516 | 398  | 1,849      | 19,978 | 720  |
| 1939   | その他   | 0    | 23     | 0    | 0          | 8      | 0    |
| 1942   | 犯罪件数 | 204  | 6,405  | 280  | 513        | 14,867 | 501  |
| 1942   | 検挙件数 | 191  | 6,417  | 276  | 514        | 14,576 | 495  |
| 1942   | 検挙人員 |      |        |      |            |        |      |
| 1942   | 総数     | 224  | 11,337 | 289  | 747        | 14,477 | 610  |
| 1942   | 内地人   | 4    | 68     | 1    | 1          | 354    | 7    |
| 1942   | 朝鮮人   | 213  | 11,258 | 288  | 746        | 14,099 | 600  |
| 1942   | その他   | 7    | 11     | 0    | 0          | 24     | 3    |

### 米国下院121号決議

#### 根拠
日本軍が慰安婦を性奴隷にしたと主張する根拠は、吉田清治著書、Yuki Tanaka著書、河野談話、日本人捕虜尋問書No.49、元慰安婦のオランダ女性１名および韓国女性２名の証言である
 。

#### 批判
強制連行の証拠とする吉田清治の著書は捏造。Yuki Tanaka著書による東南アジア女性の証言は、これを裏付ける証拠は何も示されていない。日本軍による性暴力を含む戦争犯罪は、戦後に裁判で処罰され、その後のIWG調査では性暴力に関する新たな資料は何も見つからなかった。N0.49は、元慰安婦は全員国内法で定める17歳以上、かつ契約書により雇用され、実際に得た報酬は募集新聞広告通りの高給であったことから、認可売春婦であったことを証明している。1942年当時の食事付き女性の賃金（下女）は、表6に示すように月当たり平均約11円であり、広告の300円以上（食事代など差し引いた慰安婦の取り分はこの半額）は極めて高額で、このような仕事は売春稼業であることは社会の常識だった。朝鮮人慰安婦が大多数の証拠として引用した河野談話は誤引用である。オランダ女性の件は軍規違反であり、この事実を知った上官は直ちに慰安所を閉鎖。関係者は戦後裁判で有罪となり、処罰された。元朝鮮人慰安婦と主張する女性の証言は国内法および慰安所規則に違反し、台湾に慰安所はなかった。
| 西暦年 | 1939   | 1939   | 1939   | 1939   | 1942   | 1942   | 1942   | 1942   |
| 職 種  | 下男   | 下男   | 下女   | 下女   | 下男   | 下男   | 下女   | 下女   |
| 民族名 | 内地人 | 朝鮮人 | 内地人 | 朝鮮人 | 内地人 | 朝鮮人 | 内地人 | 朝鮮人 |
| ------ | ------ | ------ | ------ | ------ | ------ | ------ | ------ | ------ |
| 平均   | 21.02  | 11.57  | 15.08  | 8.33   | 15.89  | 13.56  | 17.52  | 11.07  |
| 京城   | -      | 8.00   | 15.00  | 8.75   | -      | -      | 21.50  | 13.50  |
| 大田   | -      | 10.00  | 15.00  | 7.00   | -      | 10.00  | 15.00  | 7.00   |
| 木浦   | 10.00  | 5,00   | 7.00   | 4.60   | 10.00  | 5.00   | 7.00   | 6.00   |
| 大邱   | 16.66  | 7.00   | 10.66  | 5.33   | -      | 18.00  | -      | 15.00  |
| 釜山   | 20.00  | 10.00  | 15.00  | 8.00   | 22.00  | 14.00  | 18.00  | 14.00  |
| 平壌   | 25.00  | 18.00  | 17.50  | 9.60   | -      | 15.00  | 20.00  | 10.00  |
| 新義州 | -      | 20.00  | 25.00  | 15.00  | -      | 20.00  | 25.00  | 15.00  |
| 元山   | -      | 12.00  | 15.00  | 8.00   | -      | 14.00  | 20.00  | 10.00  |
| 清津   | -      | 12.00  | 12.00  | 7.00   | 15.00  | 12.50  | 13.75  | 9.10   |

### マクグロウヒル教科書を巡る論争
2014年11月18日、日本国外務省は、マクグロウヒル高校の教科書のおける慰安婦記述の事実誤認を訂正するよう要請したと発表。
2015年1月2日、20名の米国歴史学会会員は、「日本の学者を支持する声明文」を発表。同年15日、ウォール・ストリートジャーナルは、「慰安婦記述の米教科書、日本国政府の修正要請を拒否」と報じる。 
2015年3月、19名の日本の歴史学者が、マクグロウヒル教科書の慰安婦に関する僅か26行の記述の中に8ヶ所の事実誤認があることを指摘し、マグロウヒル社が自発的に是正するよう勧告。
2015年5月、米国歴史学会会員は、20名による声明を修正し、新たに50名による「日本の歴史学者を支持する声明」を発表。

2015年7月、Jason Morganは、米国歴史学会会員20名の声明に対し、秦郁彦の著書を読むこと、米国人学者の主審である吉見義明も朝鮮人を強制連行した文書はないことを公に認めていること、朝日新聞は2014年に強制連行をしたとする吉田清治の主張が事実ではないとしてすべての関連記事を取り消したことを挙げ、過去の歴史認識に固執すべきではなく、自分達と違う主張を「保守的」または「右翼」として排除するのは止めるべきと指摘。

2015年9月4日、50名の日本の歴史学者は、「吉見義明を含め、米国歴史学会員の声明を支持する日本の歴史学者は誰一人いないこと、新たな資料が見つからなかったとのIWG報告書を無視している」と20名の米国歴史学会会員声明に反論。

2015年12月、強制連行を示す公式文書がないと指摘した熊谷奈緒子に対し、Alexis Duddenらが「河野談話」がその証拠と反論し、強制連行の文書証拠は「河野談話」と主張。
結局、米国歴史学会会員からはマクグロウヒル教科書の事実誤認への反論はなく、唯一の反論は強制連行の文書証拠は「河野談話」との主張だった。

### ラムゼイヤー論文撤回を巡る論争

#### 撤回要求の理由
その理由は、① 元朝鮮人慰安婦が契約を締結したとの証拠、② 元慰安婦が契約に同意したとの証拠、③ 元慰安婦が廃業でき、前払金を得たとの証拠、④ 日本軍と日本政府に責任がないと主張する証拠が示されておらず、経済学のゲーム理論で「暴力的な搾取や略奪がなかったと立証する」ことはできないと主張。

#### 反論
ラムゼイヤーは「契約を論じているのに契約書の現物またはそれに準じる証拠を示していない」と流布したのはハーバード大学日本史教授アンドリュー・ゴードンおよび同朝鮮史教授カーター・エッカート、彼らはその著書でG. Hicksの著書を引用し「元慰安婦10～20万人のうち80%は朝鮮人、彼女らを騙し、更に銃剣を突き付けて徴集した」「12歳も含む女性を徴集し、その80%は朝鮮人だった」と記述していることを指摘。そして、20万人は北朝鮮政府の主張、慰安婦の大多数は日本人、Hicksの著書は伝聞によるもので強制連行の出所は作り話の吉田清治著書、朝鮮人女性を強制連行した証拠はないと反論し、契約書の現物は存在しないが、それに準じる史料として18件を提示。元朝鮮人慰安婦が廃業した証拠として、「文玉珠の回顧録」と「朝鮮人慰安婦の帳場人日記」を挙げた。表１に示すように、性稼業希望者と雇用主との契約を仲介する朝鮮人業者が約3,500人存在していたことは、日本本土と同様の前払い金雇用契約方式が朝鮮社会に定着していた証拠であり、軍は毎月慰安所営業者から慰安婦との貸借計算書を提出させ、前払い金の返却状況を確認した。契約がないとの証言者は、実際には慰安婦ではなかったことを示している。

### 河野談話の不適切な引用

#### 引用例
河野談話は、Alexis Duddenらの主張、M. Ramseyer論文撤去署名呼びかけ、日本史研究会の声明など多くの資料に、慰安婦は性奴隷と主張する根拠として引用されている。

#### 河野談話の証拠と内容
河野談話の慰安婦募集に関する説明で、「官憲等が直接関与」の根拠はスマラン慰安婦事件である。その他の「本人の意志に反して雇用」「悲惨な生活」などの根拠は、太平洋戦争犠牲者遺族会から選ばれた自称元韓国人慰安婦16名の証言による。河野談話は証言の検証は行わず16名の証言が事実とし、当時の国内法や慰安所規則に違反した例があったとことを単に認めたもので、これら違反が組織的に行われたとは言及していない。

政府調査に関わった和田春樹は、16人の証言を信用したのは、1993年1月ソウルで19人の証言集が出版され、その証言と重なったからと述べている。西岡力は19人の証言を検証し、強制連行されたと証言したのは４人で、いずれも証言に信憑性がなく、実際はゼロだったと指摘している。
慰安婦は全員性奴隷、慰安所は性奴隷施設との主張の根拠はクマラスワミ報告書であり、この根拠に河野談話を引用するのは不適切である。

### 慰安婦性奴隷主張の矛盾と疑問

#### 日本人慰安婦の排除
慰安婦の民族別大多数は、日本人および朝鮮人との2つの意見がある。日本政府の調査では、日本人が大多数と認定している。慰安婦の雇用条件は、年齢制限を除けば、両者に相違はない。慰安所規則は、一部地域での料金差を除き、両者の扱いに一切差別がなかったことを示している。両者が同じ規則の下で稼業したことは、事実である。性奴隷主張は、日本人慰安婦の存在を認めると成立しない。

#### 国内売春婦と慰安婦との差別理由の不在
認可売春制度は社会に定着し、多くの認可売春婦、雇用主、そして両者との契約を仲介する業者がいた。雇用では、本人および親の承諾書、雇用主との前借金契約締結が必要で、締結後は親へ前借金が支払われた。軍人は売春業にとって、重要な顧客である。稼業場所が海外や戦地で、国内よりも安全上のリスクが高いこと以外は、何も違いはない。軍人相手の場合、彼女らが本人の意志に反して強制連行や騙して雇用、無契約、そして連日慰安所で暴力を振るわれる理由がない。

#### 朝鮮人慰安婦に暴力を振るう理由の不在
朝鮮人は、日本軍、かつ派出所巡査の一員だった。慰安婦の雇用や慰安所内で、日本軍や警官が朝鮮人慰安婦に暴力を振るう理由がない。

#### 証言を裏付ける証拠の不在
性奴隷（本人の意志に反した強制雇用、慰安所内での連日の肉体的性的暴行）と主張する慰安婦の証言を裏付ける証拠は、存在しない。存在する証拠（法令、軍規則、警察および憲兵隊記録）は、これら証言を否定している。米国歴史学会会員は「河野談話」が強制連行の証拠と主張するが、「河野談話」の証拠も元朝鮮人慰安婦の証言である。

#### 戦後約50年間の空白
慰安婦雇用の当事者は、親である。親が稼業に同意し、前借金は親が受け取った。戦前では、美徳は「子は親に従う。即ち子の意志は親の意志」だった。「本人の意志に反して」の主張は戦後教育の結果であり、証言はすべて当事者である親の死後である。

#### 韓国政府認定根拠の不在
2023年5月時点での韓国政府による慰安婦認定数は240名。認定根拠は未公開で、根拠の説明が不在。

#### 歴史事実の無視
2023年5月時点で、戦後約78年が経過。歴史事実は、元朝鮮人慰安婦約20万人の主張に対して僅か240名。この数字は、国連報告書や米国下院決議の主張が、事実ではないことを示している。